# Ilova (Kutenya)
Ilova falu Horvátországban, Sziszek-Monoszló megyében. Közigazgatásilag Kutenyához tartozik.

## Fekvése
Sziszek városától légvonalban 35, közúton 47 km-re keletre, községközpontjától 6 km-re délkeletre, a Monoszlói-hegység lábánál, Batina és Zbjegovača között, az Ilova folyó partján fekszik.

## Története
1773-ban az első katonai felmérés térképén „Dorf Illova” néven szerepel. A településnek 1857-ben 671, 1910-ben 794 lakosa volt. Belovár-Kőrös vármegye Krizsi, majd Kutenyai járásához tartozott. 1918-ban az új szerb-horvát-szlovén állam, majd később Jugoszlávia része lett. A II. világháború idején a Független Horvát Állam része volt. A háború után a béke időszaka köszöntött a településre, enyhült a szegénység és sok ember talált munkát a közeli városokban. 1991. június 25-én a független Horvátország része lett. A településnek 2011-ben 821 lakosa volt.

## Népesség
| Lakosság változása | Lakosság változása | Lakosság változása | Lakosság változása | Lakosság változása | Lakosság változása | Lakosság változása | Lakosság változása | Lakosság változása | Lakosság változása | Lakosság változása | Lakosság változása | Lakosság változása | Lakosság változása | Lakosság változása | Lakosság változása |
| ------------------ | ------------------ | ------------------ | ------------------ | ------------------ | ------------------ | ------------------ | ------------------ | ------------------ | ------------------ | ------------------ | ------------------ | ------------------ | ------------------ | ------------------ | ------------------ |
| 1857               | 1869               | 1880               | 1890               | 1900               | 1910               | 1921               | 1931               | 1948               | 1953               | 1961               | 1971               | 1981               | 1991               | 2001               | 2011               |
| 671                | 606                | 617                | 673                | 704                | 794                | 804                | 943                | 1.053              | 1.068              | 1.126              | 939                | 923                | 833                | 860                | 821                |

## Nevezetességei
- Mária legtisztább szíve tiszteletére szentelt római katolikus temploma[4] 1903-ban épült historizáló stílusban. Kis méretű, négyszög alaprajzú, egyhajós épület, nyugati főhomlokzata felett piramis alakú sisakban végződő harangtoronnyal és belül lekerekített szentéllyel. Belső festése 1913-ban készült.
- Védett népi építészeti emlék a 85. szám alatti emeletes fa lakóház,[5] melyet a 20. század elején építettek. A tölgyfagerendákból épített ház homlokzata az utcára néz, fazsindellyel borított nyeregtető fedi. A földszinti és az emeleti részt külső fedett lépcsőzet köti össze.